# جندم حلو
جَنْدَم حُلُو نوع من الجندم. شجرته متوسط القد. ثمرته تفاحية الشكل والحجم ذهبية اللون. حصوصها كثيرة العدد مأكولة حلوة المذاق فواحة العرف الذكي. وهي شجرة فاكهة استوائية موطنها الفلبين وجاوة وجزر سُنْدَة الصغرى وإندونيسيا الشرقية ( سُلَوسِي وكليمنتان وجزر مالوكو ) وبابوا غينيا الجديدة.